# Kê Dực Giác
Kê Dực Giác, còn được gọi là Kai Yet Kok hay Peaked Hill, là một hòn đảo tàn dư tọa lạc tại điểm cực tây của Hồng Kông. Kê Dực Giác nằm gần Tiên Ngư Loan (煎魚灣), phía tây Đại Tự Sơn, và có thể được nhìn thấy từ chặng 7 của đường mòn Phượng Hoàng.
Hòn đảo nằm ở phía bắc của thủy đạo Đại Tự và chịu ảnh hưởng từ dòng chảy sông Châu Giang. Phía tây của hòn đảo là lãnh thổ Trung Quốc đại lục.